# Shullsburg
Shullsburg è un comune degli Stati Uniti d'America, situato nello Stato del Wisconsin, nella contea di Lafayette.